# Halichoeres hartzfeldii
Halichoeres hartzfeldii là một loài cá biển thuộc chi Halichoeres trong họ Cá bàng chài. Loài này được mô tả lần đầu tiên vào năm 1852.

## Từ nguyên
Từ định danh hartzfeldii được đặt theo tên của Joseph Hartzfeld (1815 – 1885), Chuyên gia y tế của Quân đội Hoàng gia Đông Ấn Hà Lan, người đã thu thập mẫu định danh của loài cá này.

## Phạm vi phân bố và môi trường sống
Từ vùng biển phía nam Nhật Bản, H. hartzfeldii được phân bố trải dài xuống phía nam, băng qua vùng biển các nước Đông Nam Á đến bờ đông Úc (bao gồm rạn san hô Great Barrier) và Nouvelle-Calédonie, xa về phía đông đến đảo Guam, Palau, quần đảo Marshall và quần đảo Samoa. Ở Việt Nam, H. hartzfeldii lần đầu tiên được ghi nhận tại bờ biển Ninh Thuận.
H. hartzfeldii sống trên các rạn viền bờ, nơi có nền đáy cát lẫn đá vụn ở độ sâu khoảng 7–85 m.

## Phân loại học
Halichoeres zeylonicus và H. hartzfeldii thường bị xác định nhầm lẫn nhau bởi nhiều nhà ngư học. H. zeylonicus có phạm vi rộng rãi ở Ấn Độ Dương, còn H. hartzfeldii giới hạn ở Tây Thái Bình Dương, và cả hai có sự trùng lặp phân bố ở đảo Bali (Indonesia). Cả hai loài có sự khác biệt rõ rệt về dòng DNA ty thể cũng như kiểu màu trên cơ thể. H. zeylonicus đực có thêm một đốm đen lớn viền xanh ngay giữa thân, còn H. hartzfeldii đực không có điểm này nhưng lại có nhiều đốm đen nhỏ ở thân sau.

## Mô tả

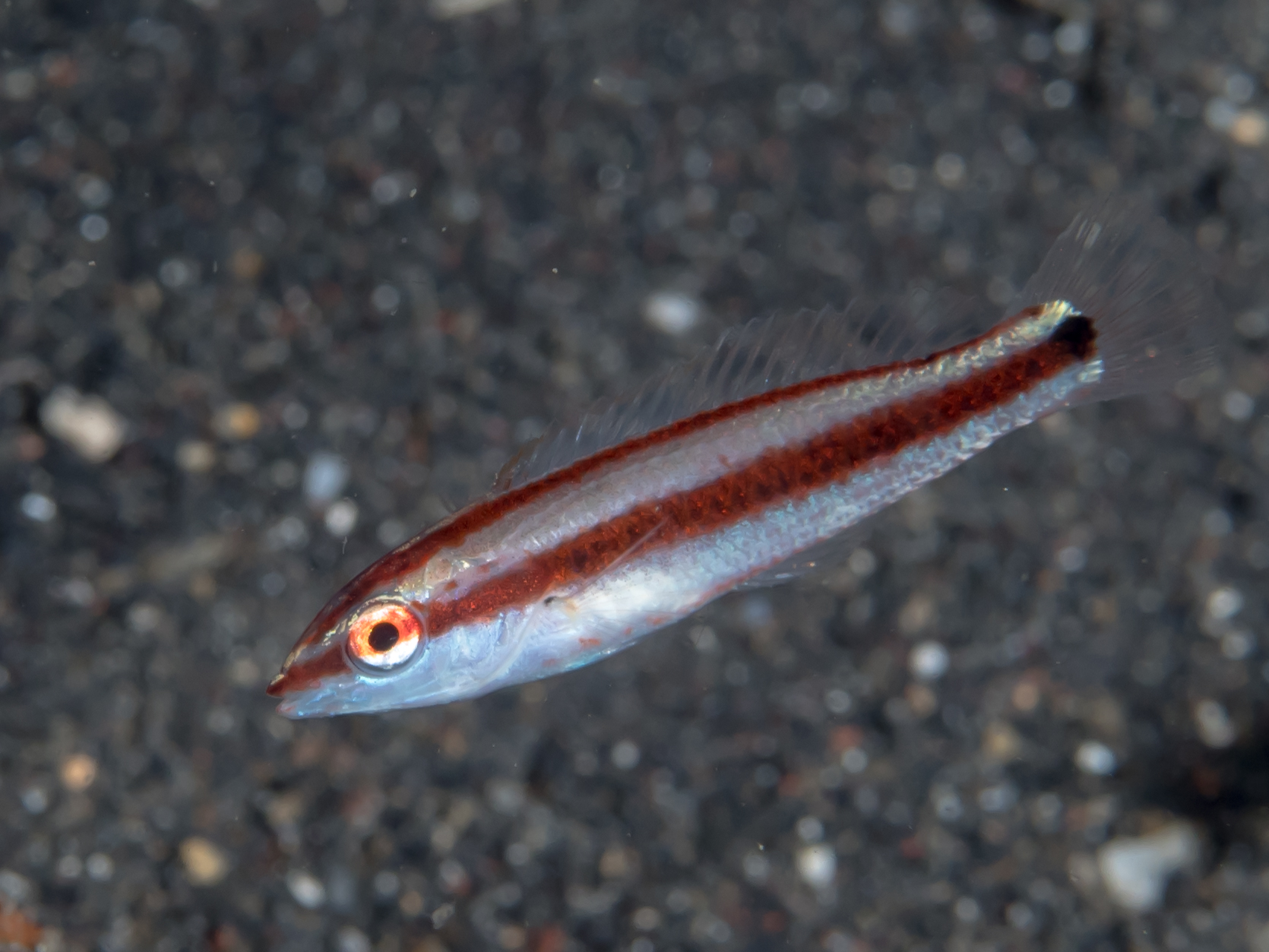
Cá con

H. hartzfeldii có chiều dài cơ thể lớn nhất được ghi nhận là 18 cm. Cá đực trưởng thành có nhiều màu sắc. Đầu và thân có màu xanh lục lam với một dải sọc màu vàng cam viền xanh óng dọc theo chiều dài cơ thể. Ở thân sau, phía trên dải cam có một vài đốm đen nhỏ. Đầu có nhiều vệt sọc và đốm màu hồng tím. Vây ngực có đốm đen. Vây đuôi có các vệt sọc màu xanh lục, xanh lam và hồng tím. Cá cái có màu xanh xám đến lục lam nhạt với một dải sọc màu vàng cam từ mõm băng qua mắt kéo dài đến gốc vây đuôi. Dọc sống lưng cũng có một dải sọc màu cam nhưng mảnh hơn. Cá con màu trắng, có kiểu hình như cá mái nhưng các sọc sẫm nâu hơn và thêm một đốm đen trên cuống đuôi.
Số gai ở vây lưng: 9; Số tia vây ở vây lưng: 11; Số gai ở vây hậu môn: 3; Số tia vây ở vây hậu môn: 11; Số tia vây ở vây ngực: 13; Số gai ở vây bụng: 1; Số tia vây ở vây bụng: 5; Số vảy đường bên: 27.

## Sinh thái học
Thức ăn của H. hartzfeldii có thể là các loài thủy sinh không xương sống. Cá đực sống cùng với một nhóm cá cái nhỏ hơn và cá con trong hậu cung của nó.

## Thương mại
H. hartzfeldii được đánh bắt trong các hoạt động buôn bán cá cảnh nhưng không phổ biến.